# Virgil Sollozzo
Virgilio "Virgil" Solozzo, "The Turk", er en fiktiv karakter og den vigtigste antagonist i Mario Puzos The Godfather. Virgil var spillet af skuespilleren Al Lettieri.